# Аушвиц III Моновиц
Концентрационен лагер Моновиц (известен също като Аушвиц III) е концентрационен и трудов лагер, управляван от Нацистка Германия в окупирана Полша от 1942 до 1945 година, по време на Втората световна война и Холокостa. През по-голямата част от своето съществуване Моновиц е бил обект на концентрационния лагер Аушвиц; от ноември 1943 той и други нацистки подлагери в района са били колективно известни като подлагери Аушвиц III. През ноември 1944 германците го преименуват в концентрационен лагер Моновиц, по едноименното село, където е построен.Хайнрих Шварц, хаупщурмфюрер от СС е комендант от ноември 1943 година до януари 1945 година.
Аушвиц III е група от около 40 малки лагера, създадени във фабрики и мини около общ комплекс. Най-големият от тези лагери е Моновиц, който носи името си от полско село на нейна територия (сега Моновице е част от града  Аушвиц). Той започва да функционира през май 1942 г. и е възложен на IG Farben. Такива лагери редовно се посещавали от лекари и подбирали слабите и болните за бензиновите камери на Биркенау.
СС организирали лагер през октомври 1942 по поръчение на ръководителите на  IG Farben компании (обединените шест най-големи химически корпорации на Германия — BASF, Bayer, Agfa, Hoechst, Weiler-ter-Meer и Griesheim-Elektron).
Немският производител на оръжие Krupp също построява свои собствени производствени мощности недалеч от Моновиц.